# 宮本茂紀
宮本 茂紀（みやもと しげき、1937年 - ）は、静岡県出身の椅子張り職人、家具モデラー。
20年ほど家具職人として修行を積んだ後、技術研修でイタリア、ドイツに訪れ、モデラーの存在に強く感銘を受け、帰国後、日本人として初めて「家具モデラー」を名乗り始める。
労働省中央技能検定委員、東京椅子張同業者組合連合会会長歴任。全日本椅子張同業組合連合会名誉会長。武蔵野美術大学、多摩美術大学、女子美術大学、駒沢女子大学非常勤講師歴任。

## 経歴
- 1937年　静岡県生まれ。
- 1966年　東京都品川区に「五反田製作所」を創業。
- 1973年　渡欧。イタリア、ドイツなどのトップメーカーでモデラーとして世界的な技術を修得。
- 1983年　「株式会社エリアント」を設立。
- 1986年　「株式会社ミネルバ」を設立。
- 1988年　イタリア・ミラノ国際家具見本市「サローネ」に日本初の現地出展。
- 1995年　JR東日本新幹線シート開発顧問就任。
- 1997年　帯広に「株式会社ミネルバ十勝」を設立。
- 2009年　メリタリア社（イタリア）ソファ販売開始。日本における総代理店を務める。
- 2010年　国立美術館にて隈研吾、喜多俊之両氏らと「ボスコリレートーク」開催。「ボスコ 175 種」を公開。
- 2014年　株式会社 ミネルバと株式会社 エリアントが合併。株式会社 ミネルバとして発足。新会社の代表取締役に宮本しげるが就任し、取締役会長に宮本茂紀が就任。
- 2014年　家具ブランド「Kairos＆M」設立。本社ショールーム「戸越銀座オーダーサロン」をオープン。
- 2017年　ワイス・ワイスとの共同プロジェクトにて佐藤卓氏のソファデザインを監修。
- 2019年　LIXILギャラリー | LIXIL文化活動にて椅子の神様 宮本茂紀の仕事展覧会を開催。期間：東京：2019.09.05～11.23 大阪：2019.06.07～08.20
- 2023年　宮本茂紀の個展職人生活70周年記念展 布と椅子着る、羽織る、纏う～を開催。
- 2023年　株式会社ミネルバが修理事業(プレミアムレストア)を展開。家具の特注、修理、販売を中心とした三大基幹事業の強化に取り組む。
- 2025年　第３回「窓計画」展 建築と彫刻「土地を飾る、部屋を飾る」が開催され、44組の建築家・彫刻家が参加する展示に、宮本茂紀が参画。

## 受賞歴
- 1991年　社団法人日本インテリアデザイナー協会より協会賞受賞、東京都知事より優秀技能賞受賞
- 2006年　卓越技能章（現代の名工）
- 2007年　黄綬褒章

## 資格
- 一級家具製作（いす張り作業）技能士
- 職業訓練指導員

## メディア出演
- 2010年　N H K 海外向け B S 1『T O K Y O F A S H I O N E X P R E S S』にて、～家具モデラー 宮本茂紀～を放映。
- 2011年　新潮 45 取材「達人対談～椅子作りの達人～」にて、ビートたけし氏と対談。
- 2012年　日本テレビ系列「心ゆさぶれ！先輩ROCK YOU」にて∼椅子モデラー誕生の物語　／　宮本茂紀～を放映。
- 2017年　テレビ東京 日経スペシャル 『ガイアの夜明け』にて、本場に挑む！“木工の匠”たち～を放映。
- 2018年　テレビ朝日番組 | じゅん散歩にて放映。
- 2018年　テレビ大阪・テレビ東京系列全国ネット『二代目 和風総本家』にて、皇室と職人～を放映。宮中晩餐会の椅子製作過程を紹介。
- 2019年　BS朝日のテレビ番組 | ノゾキミ企業参観！子どもの職場が見たいにて、ミネルバの若手職人～を放映。
- 2025年　NHK美の壺-皇居特集-にて『皇居』特殊～を放映。儀装馬車の修復に携わる様子が紹介。

## 執筆・著書
- 「室内」（工作社）に家具材料として木材、宮本が選んだ椅子連載 1989-98年
- 「原色インテリア木材ブック」（建築資料研究社）1996年
- 「世界でいちばん優しい椅子」（光文社）2003年
- 「椅子づくり百年物語」（OM出版）2005年
- 「椅子の神様 宮本茂紀の仕事」（LIXIL BOOKLET出版）年019年